# New Glasgow
New Glasgow es un pueblo canadiense situado en la provincia de Nueva Escocia.

## Superficie
New Glasgow tiene una superficie de 9,96 km².

## Demografía
En 2021, tenía 9471 habitantes, una densidad poblacional de 951,3 hab./km², y 4782 viviendas.